# امره (رومانی)
شهر امره (به رومانیایی: Amara, Romania) در شهرستان یلومیتسا در کشور رومانی واقع شده‌است. جمعیت این شهر ۷٬۶۲۷ نفر  است.